# La Voix du Dahomey
La Voix du Dahomey est l'un des premiers journaux qui voit le jour au Dahomey (Bénin).

## Genèse
Début 1900, les premières élites du continent noir devenaient hostiles à l'impérialisme blanc. Dans un premier temps, la contestation du pouvoir colonial sur l'administration locale était une intense et vigoureuse campagne de presse à travers la dénonciation des pratiques abusives des administrateurs. Les évolués luttaient pour la reconnaissance d'une spécificité dahoméenne.
Pour se faire entendre du grand nombre des intellectuels, en 1918, La Voix du Dahomey voit le jour. Le journal critiquait le pouvoir colonial français à travers des louanges ironiques. Les critiques à l'égard de la France étaient dissimulées sous d'effusives protestations de loyauté envers Paris234. Avec un tirage initial d'environ 2 000 exemplaires5, le journal possédait un lectorat et une influence beaucoup plus importants. En 1936, les rédacteurs et directeurs du journal ont été traduits en justice par les puissances coloniales. Le rédacteur en chef était José Firmino Santos.
Paulin Adjovi, également associé au journal, a contribué à sa gestion et à sa direction, aidant à établir La Voix du Dahomey comme une plateforme majeure de discussion politique et sociale. L'influence des Adjovi a renforcé la capacité du journal à mobiliser l'opinion publique et à critiquer de manière efficace et subtile le régime colonial français.
Ensemble, les contributions de Jean et Paulin Adjovi ont fait de La Voix du Dahomey un outil puissant de changement social et politique, jouant un rôle déterminant dans l'émergence du mouvement nationaliste qui a mené à l'indépendance du Dahomey en 1960.